# Kazuki Sawada
Pour les articles homonymes, voir Sawada.
Vous venez d’apposer le modèle de débat d'admissibilité.
Avant toute chose, veuillez créer la page de débat correspondante en cliquant ici.
- Une fois la page de vote initialisée, rafraîchissez cette page, et le bandeau prendra son aspect définitif.
- Si votre débat d'admissibilité est groupé (le motif et l’argumentation doivent être les mêmes), modifiez cette page pour ajouter au modèle le paramètre « cat » suivi du nom de la page de discussion de l’article pour lequel la page de débat existe déjà (ex. : cat=Discussion:Nom_de_l'autre_article). Ensuite, suivez les nouvelles instructions qui apparaissent.
- Vous pouvez également utiliser le paramètre « type » pour faciliter l’accès aux critères d’admissibilité. Exemple : {{suppression|type=mot-clé}}. Liste des mots-clés existants : fiction, musique, art visuel, fanzine, jeu de société, porno, sportif, association, enseignement, société, site web, route, nombre, (Liste complète ici).

| 1. | Créez la page de débat d'admissibilité.                                                                      | Sauvegardez d’abord la page pour l’initialiser puis indiquez votre motivation.       |
| 2. | Important : ajoutez une entrée dans la section Débat d'admissibilité du jour.                                | Utilisez ce texte : *{{L\|Kazuki Sawada}}                                            |
| 3. | Pensez à informer les contributeurs principaux de la page et les projets associés lorsque cela est possible. | Utilisez ce texte : {{subst:Avertissement débat d'admissibilité\|Kazuki Sawada}}~~~~ |

Kazuki Sawada (澤田 和希, Sawada Kazuki), 26 juin 1986 à Ebetsu, Hokkaido) est un catcheur japonais qui travaille à la Dragon Gate sous le nom de Kzy.

## Carrière

### Dragon Gate (2006-...)

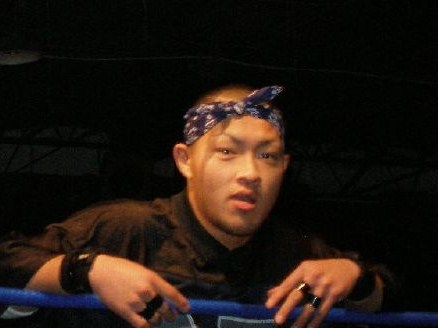
m.c.KZ en Février 2008

#### Mad Blankey (2012–2015)
Le 1er mars, le nouveau leader des Blood Warriors Akira Tozawa décide de rebaptiser le groupe, l'appelant Mad Blankey.

#### Face Turn et Dia.HEARTS (2015-2016)
Le 28 février 2015, il perd le titre contre Akira Tozawa.

#### Tribe Vanguard (2016–2018)

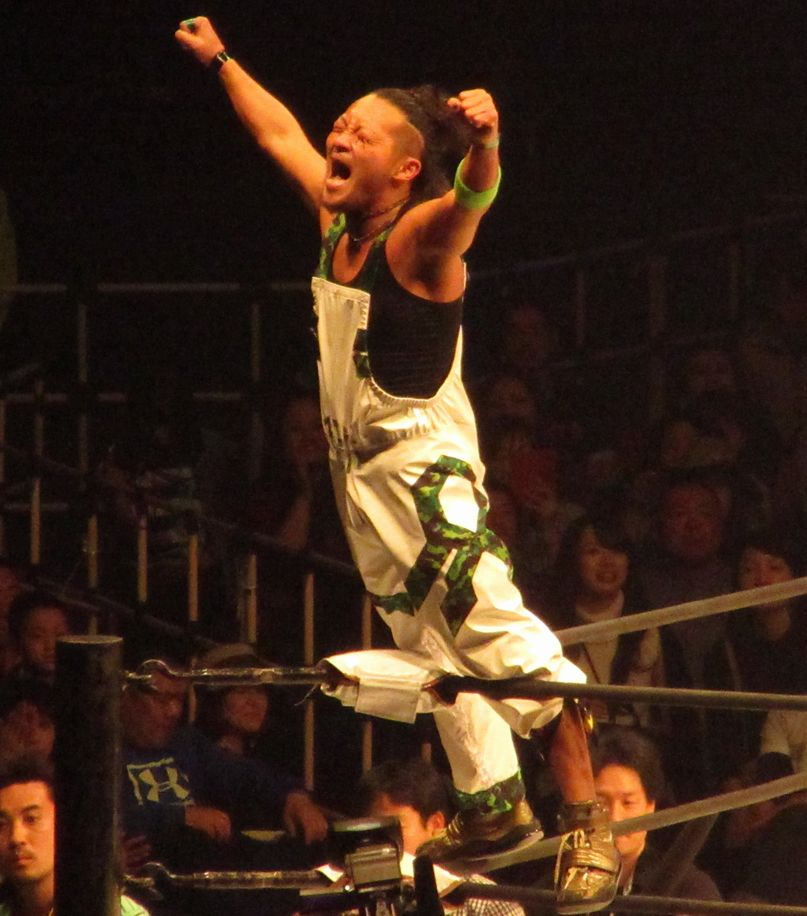
Kzy en Novembre 2016

Lors de Gate Of Destiny 2017, lui, BxB Hulk et Yamato battent VerserK (Shingo Takagi, Takashi Yoshida et El Lindaman) et MaxiMuM (Masato Yoshino, Naruki Doi et Kotoka) et remportent les Open the Triangle Gate Championship.
Lors de Dead Or Alive 2018, lui, Genki Horiguchi et Susumu Yokosuka battent MaxiMuM (Naruki Doi, Masato Yoshino et Jason Lee) et remportent les Open the Triangle Gate Championship. Le 22 juillet, ils conservent les titres contre ANTIAS (Masato Tanaka, Takashi Yoshida et Yasushi Kanda),.
Lors de Final Gate 2018, ils perdent les titres contre R.E.D (Kazma Sakamoto, Takashi Yoshida et Yasushi Kanda),.
Le 10 février, il perd contre PAC et ne remporte pas le Open the Dream Gate Championship.

#### Retour de Natural Vibes (2020-...)
Le 13 janvier 2021, lui, Genki Horiguchi et Susumu Yokosuka battent R.E.D (SB KENTo, Takashi Yoshida et Kazma Sakamoto) et remportent les Open the Triangle Gate Championship pour la deuxième fois,.
Le 20 février 2022, lui, Jacky "Funky" Kamei et Yuta Tanaka participent à un tournoi pour couronner les nouveaux Open the Triangle Gate Champions qu'ils remportent en battant Z-Brats (BxB Hulk, H.Y.O et Shun Skywalker) en finale. Le 5 mars, ils perdent les titres contre Gold Class (Naruki Doi, Kaito Ishida et Kota Minoura).

## Palmarès
- Dragon Gate
  - 1 fois Open the Brave Gate Championship
  - 1 fois Open the Twin Gate Championship avec Big Boss Shimizu
  - 7 fois Open the Triangle Gate Championship avec Takuya Sugawara et Yasushi Kanda (1), Naoki Tanizaki et Naruki Doi (1), Cyber Kong et Naruki Doi (1), BxB Hulk et Yamato (1), Genki Horiguchi et Susumu Yokosuka (2) Yuta Tanaka et Jacky "Funky" Kamei (1)
  - King of Gate (2021)
  - Open The Brave Gate Championship Tournament (2015)
  - NEX-1 Tournament (2008)
  - Summer Adventure Tag League Last place (2012) avec Cyber Kong et Mondai Ryu

- Pro Wrestling NOAH
  - 1 fois GHC Junior Heavyweight Tag Team Championship avec Yo-Hey

- Ryukyu Dragon Pro Wrestling
  - 1 fois Twin Ryuo Tag Team Championship avec Yuta Tanaka (actuel)

## Récompenses des magazines
- Pro Wrestling Illustrated

| Année | 2015 | 2016 à 2017 | 2018 | 2019 | 2020       | 2021 | 2022 |
| ----- | ---- | ----------- | ---- | ---- | ---------- | ---- | ---- |
| Rang  | 252  | Non classé  | 360  | 222  | Non classé | 130  | 156  |